# Ammoni d'Alexandria (deixeble d'Aristarc)
Ammoni (en grec antic: Ἀμμώνιος; en llatí: Ammonius) va ser un dels mestres de l'escola gramàtica fundada per Aristarc de Samotràcia. Va escriure comentaris sobre Homer, Píndar i Aristòfanes, que no s'han conservat.